# NGC 1681
NGC 1681 est une galaxie spirale située dans la constellation de l'Éridan. NGC 1681 a été découverte par l'astronome français Édouard Stephan en 1878.

## Caractéristiques
Sa vitesse par rapport au fond diffus cosmologique est de 2 723 ± 32 km/s, ce qui correspond à une distance de Hubble de 40,2 ± 2,9 Mpc (∼131 millions d'al).
La classe de luminosité de NGC 1680 est II et elle renferme des régions d'hydrogène ionisé.